# La Sardana de l'Alcalde
La Sardana de l'Alcalde és un ball tradicional del poble d'Amer, al nord de la comarca de La Selva (Girona). És un ball molt semblant a qualsevol sardana, però té una característica fonamental que el fa peculiar: es balla sempre de forma oberta, sense tancar el cercle. La Sardana s'havia ballat sempre per la festa major del poble, el dia 15 d'agost, tot i que actualment, per circumstàncies logístiques, es balla el vespre del dia 16. Es té constància d'aquest ball, a través de la veu de la tercera edat, des de finals del s. XIX, tot i que les investigacions de Josep Puigdemont, antic alcalde d'Amer i gran coneixedor de la tradició, apunten a un contrapàs sorgit probablement en la fi del s. XVIII.
La tradició de la Sardana de l'Alcalde va patir una interrupció. Es va deixar de ballar probablement cap al 1910, a causa de motius polítics. Segons el record de la mare de Josep Puigdemont i Oliveras, sembla que l'enemistat de dos bàndols, el que governava i l'oposició, va arribar al punt que les parelles de cada bàndol s'escridassaven les unes a les altres, desembocant en alguna pedregada. A partir d'aquí es va creure convenient deixar-la de ballar.
No es va recuperar fins a 1949, en ple franquisme. En aquest any es va celebrar el Mil·lenari de la consagració del seu Temple de Sta. Maria, abans Monestir de l'Orde de Sant Benet, i es van fer grans celebracions. En aquest moment és quan es troba el document de Joan Porcioles, notari del poble que va deixar per escrit una explicació detallada del cerimonial complet del ball. Un regidor anomenat Narcís Solergastó va proposar que es recuperés la Sardana de l'Alcalde, que la gent gran encara recordava, i la seva proposta va ser acceptada i inclosa en les celebracions. La recuperació es va fer seguint les indicacions del document de Porcioles.
La tradició era que l'alcalde havia d'escollir la peça que es ballaria. Com que l'alcalde de l'època, Narcís Junquera i Rigau, no hi entenia gaire de sardanes, l'elecció la va fer un regidor anomenat Salvador Oliveras i Galceran, i va escollir la sardana “Conxita encisera”, de Pere Mercader i Andreu, perquè era una peça molt popular en l'època i també —val a dir-ho— en honor de la seva dona, Conxita. Però un altre esdeveniment important es va produir en les celebracions del Mil·lenari. El dia 9 de novembre de 1949 es va estrenar la sardana “Festa mil·lenària” de Joan Fontàs i Casas, compositor d'Amer. Aquesta sardana es va fer molt popular a la vila. De fet, el mateix Josep Puigdemont va escriure’n una lletra, de tal manera que l'any següent, el 1950, l'alcalde Junquera va escollir aquesta sardana com a peça a ser ballada per la festivitat de la Mare de Déu d'Agost.
Donat que aquest alcalde va governar fins al 1975, i sempre va escollir la mateixa sardana, es va anar formant una tradició que van seguir els següents alcaldes. A això se li ha de sumar un altre fet, de caràcter potser més sentimental, ja que Joan Fontàs va contraure tuberculosis en tornar del servei militar, de tal manera que, impossibilitat, només podia viure dels drets d'autor de les seves composicions; en morir aquest, els seus familiars van tirar totes les seves pertinences a les escombraries, Pere Buxó Domènech en veure-ho en va recollir la part musical, avui día Incorporada al Fons Buxó.
El fet de no perjudicar a Fontàs també va contribuir a que Josep Puigdemont (que va ser el primer alcalde en democràcia) continués escollint aquesta sardana.
Avui en dia la tradició continua viva, i no hi ha hagut cap canvi pel que fa al repertori. La tradició de la sardana oberta d'Amer és única a tot Catalunya.